# Namasigüe (kommun)
Namasigüe är en kommun i Honduras.   Den ligger i departementet Choluteca, i den södra delen av landet, 100 km söder om huvudstaden Tegucigalpa. Antalet invånare är 25 144.